# Réuniondrillfågel
Réuniondrillfågel (Lalage newtoni) är en akut utrotningshotad fågel i familjen gråfåglar inom ordningen tättingar.

## Utseende och läten
Réuniondrillfågeln är en gråaktig, trädlevande fågel med en kroppslängd på 22 cm. Hanen är mörkgrå med ljusare undersida, framför allt på undergump och flanker. Det mörka ansiktet ger intryck av en ansiktsmask. Stjärten är vitspetsad. Honan är mörkbrun ovan med ett tydligt, vitt och smalt ögonbrynsstreck och ljusare, tätt bandad undersida. Lätet är en gäll men klar vissling: "tui tui tui". Från honan hörs hårda "shrek" som varningsläten.

## Utbredning och systematik
Fågeln förekommer i skogar på nordvästra Réunion (västra Maskarenerna). Tidigare placerades arten i släktet Coracina, men genetiska studier visar att det släktet är parafyletiskt iförhållande till Lalage och Campephaga. Detta har lett till taxonomiska förändringar, bland annat genom att en handfull arter flyttats till Lalage. Dessa har även blivit tilldelade nya gruppnamn, drillfågel istället för tidigare gråfågel, för att bättre återspegla släktskapet.

## Status
Arten minskar i antal så att världspopulationen nu uppskattas till endast cirka 30 par. Dessutom råder en sned könsfördelning så att två tredjedelar av individerna är hanar. Internationella naturvårdsunionen IUCN kategoriserar därför fågeln som akut hotad. Orsaken bakom denna utveckling är oklar, men predation från invasiva arter tros spela in. 

## Namn
Fågelns vetenskapliga artnamn hedrar naturforskaren och brittiske koloniadministratören Edward Newton (1832-1897).